# Lincoln Gordon
Abraham Lincoln Gordon (Ciudad de Nueva York, 10 de septiembre de 1913-Mitchellville, 19 de diciembre de 2009) fue un político, diplomático y académico estadounidense. Fue embajador de los Estados Unidos en Brasil (1961-1966), Secretario de Estado Adjunto para Asuntos Interamericanos (1966-1967) y noveno presidente de la Universidad Johns Hopkins (1967-1971).
Realizó su carrera tanto en el gobierno como en la academia, convirtiéndose en profesor de relaciones económicas internacionales en la Universidad de Harvard en la década de 1950, antes de centrar su atención en los asuntos exteriores. Tuvo una carrera en los negocios después de su renuncia como presidente de la Universidad Johns Hopkins, pero permaneció activo en instituciones como la Brookings Institution hasta su muerte.

## Biografía

### Primeros años
Nacido en 1913 en la ciudad de Nueva York, Asistió a la Ethical Culture Fieldston School en Riverdale, y luego asistió a la Universidad de Harvard.
Recibió un título de Harvard en 1933. Recibió un doctorado de la Universidad de Oxford en 1936.

### Carrera política y diplomática
Fue vicepresidente del programa de la Junta de Producción de Guerra de 1944 a 1945. Comenzó en la Oficina de Investigación y Estadísticas de la Junta de Producción de Guerra antes de unirse al personal del Comité de Requisitos, ayudando a diseñar el Plan de Materiales Controlados. Este Plan regulaba la conservación y la asignación de materiales críticos como el acero, el cobre, el zinc y el aluminio, materiales que eran escasos o estaban en peligro de volverse así durante la Segunda Guerra Mundial.
Trabajó para el Departamento de Estado de los Estados Unidos como Director de la Misión del Plan Marshall y Consejero de Asuntos Económicos y en la embajada de los Estados Unidos en Londres entre 1952 y 55.
En 1960, ayudó a desarrollar la Alianza para el Progreso. En 1961, la revista Time informó que Gordon se había "convertido en el principal experto de Kennedy en economía latinoamericana, elaborando la agenda estadounidense para una reunión económica interamericana realizada por la Organización de Estados Americanos.
Se desempeñó como embajador de los Estados Unidos en Brasil entre 1961 y 1966, donde desempeñó un papel importante para el apoyo de la oposición contra el gobierno del presidente João Goulart y durante el golpe de Estado brasileño de 1964. El 27 de marzo de 1964, escribió un cable de alto secreto para el gobierno de los Estados Unidos, instándolo a apoyar el golpe de Estado de Humberto de Alencar Castelo Branco con una "entrega clandestina de armas" y envíos de gas y petróleo, para ser posiblemente complementados por operaciones encubiertas de la CIA. Gordon creía que Goulart, que quería "tomar el poder dictatorial", estaba trabajando con el Partido Comunista Brasileño. Gordon escribió: "Si tenemos que ejercer nuestra influencia para ayudar a evitar un desastre mayor aquí, lo que podría hacer de Brasil la China de la década de 1960, aquí es donde tanto yo como todos mis asesores principales creemos que nuestro apoyo debe ser colocado".
En los años posteriores al golpe, Gordon, el personal de Gordon y la CIA reiteradamente negaron haber estado involucrados y el presidente Lyndon B. Johnson elogió el servicio de Gordon en Brasil como "una rara combinación de experiencia y erudición, idealismo y juicio práctico". En 1976, Gordon declaró que la Administración Johnson “había estado preparada para intervenir militarmente para evitar una toma del gobierno por la izquierda", pero no declaró directamente que había intervenido o no. Alrededor de 2004, muchos documentos fueron desclasificados y puestos en línea en el Archivo de Seguridad Nacional de la Universidad George Washington, lo que indica la participación de Johnson, Robert McNamara, Gordon y otros. En 2005, el libro de Stansfield Turner describía la participación del presidente de ITT Corporation, Harold Geneen, y el director de la CIA, John McCone.
Posteriormente, se convirtió en Secretario de Estado Adjunto para Asuntos Interamericanos (1966-1968) y trabajó para la Alianza para el Progreso.

### Años posteriores
Luego se desempeñó como presidente de la Universidad Johns Hopkins entre 1967 y 1971. En 1970, tras la aprobación de la Junta de Síndicos en noviembre de 1969, introdujo la coeducación en el programa de pregrado a tiempo completo en dicha universidad.
Durante su mandato, los estudiantes y la facultad ocuparon brevemente las oficinas ejecutivas de la universidad para protestar contra la Guerra de Vietnam a pesar de que Gordon había expresado su oposición a la misma. Durante su mandato, la universidad sufrió una crisis financiera, con un déficit operativo de más de cuatro millones de dólares. La crisis provocó que Gordon ordenara recortes presupuestarios, lo que a su vez causó protestas en la facultad. La facultad estaba enojada porque mientras Gordon estaba recortando puestos docentes, estaba aumentando el tamaño de la administración de la Universidad. También incurrió en ira de los estudiantes cuando reescribió el código de conducta del estudiante.
Renunció en marzo de 1971, luego de un voto de "desconfianza" por parte de un comité de profesores superiores.
Fue miembro del Centro Internacional para Académicos Woodrow Wilson en la Instituto Smithsoniano de 1972 a 1975.
En 1984, se convirtió en académico de la Institución Brookings (siendo asociado allí hasta su muerte) y también se convirtió en director del Consejo Atlántico de los Estados Unidos.
Falleció a los 96 años en Collington Episcopal Life Care, un hogar de vida asistida, en Mitchellville (Maryland).